# Mathilde van den Brink
Mathilde Maria van den Brink (Utrecht, 4 februari 1941 – aldaar, 22 augustus 2023) was een Nederlandse politica voor de PvdA.

## Leven en werk
Van den Brink, dochter van een schoolhoofd en een onderwijzeres, begon haar loopbaan in het beroepsonderwijs. Zij werd lid van de gemeenteraad van haar woonplaats Schoonhoven en vervolgens wethouder aldaar. In 1980 werd zij burgemeester van de Drentse plaats Gieten. In 1986 werd zij voorzitter van de Raad voor het Jeugdbeleid en in 1989 plaatsvervangend directeur-generaal welzijnsbeleid van het toenmalige ministerie van Welzijn, Volksgezondheid en Cultuur. In datzelfde jaar werd zij gekozen als lid van het Europees Parlement.
Na haar zittingsperiode in dit parlement werd ze in 1995 benoemd tot waarnemend burgemeester van Uitgeest; een half jaar later kreeg zij een definitieve benoeming tot burgemeester van deze gemeente een functie die zij tot 1999 vervulde. In 2005 was zij de VN vrouwenvertegenwoordiger in de regeringsdelegatie naar de Algemene Vergadering van de Verenigde Naties.
Van den Brink overleed op 82-jarige leeftijd.
- Parlement.com: vg09llzgfhss